# Умиев, Зелимхан Зайндиевич
Зелимха́н Зайнди́евич Уми́ев (род. 1 января 1982, Чечено-Ингушская АССР) — российский самбист и боец смешанного стиля чеченского происхождения, серебряный призёр чемпионата России по боевому самбо, призёр Кубка России по боевому самбо, чемпион России по рукопашному бою, серебряный призёр чемпионата Европы, мастер спорта России.

## Спортивная биография
В 2014 году стал серебряным призёром чемпионата России по боевому самбо.
На чемпионате Европы по боевому самбо в 2014 году в Бухаресте в первой же схватке с румыном Георге Игнатом сломал кисть руки. Схватку Умиев выиграл, однако травма осложнила дальнейшее участие в чемпионате. Тем не менее он смог победить ещё троих соперников. В полуфинале Умиев одолел украинца Романа Гончарука, но от участия в финальной схватке из-за травмы ему пришлось отказаться. В итоге он стал серебряным призёром чемпионата.

### Выступления в смешанных единоборствах
| Результат | Дата                 | Состязание                               | Соперник             | Страна      | Раунд | Время | Метод                           |
| --------- | -------------------- | ---------------------------------------- | -------------------- | ----------- | ----- | ----- | ------------------------------- |
| Поражение | 16 февраля 2019 года | ACA 92 — Poland                          | Даниэль Омиеланчук   | Польша      | 3     | 5:00  | Единогласное решение            |
| Поражение | 1 апреля 2018 года   | WFCA 47 — International Tournament       | Евгений Гончаров     | Россия      | 1     | 4:06  | Технический нокаут (удары)      |
| Победа    | 1 апреля 2018 года   | WFCA 47 — International Tournament       | Бьёрн Шмидеберг      | Германия    | 2     | 3:08  | Технический нокаут (удары)      |
| Победа    | 21 мая 2017 года     | WFCA 38 — Grozny Battle                  | Виргил Цвикер        | США         | 1     | 1:14  | Удушение (кимура)               |
| Победа    | 4 октября 2016 года  | WFCA 30 2016 WFC Akhmat Grand Prix Final | Джеронимо Дос Сантос | Бразилия    | 1     | 0:12  | Техническим нокаутом (удары)    |
| Победа    | 1 октября 2016 года  | WEF ProfFight 8 — Battle in Arbat        | Christopher Walker   | США         | 1     | 2:57  | Сабмишном (удушение сзади)      |
| Победа    | 27 августа 2016 года | AFC Ambitions Fighting Championship 13   | Сергей Якимов        | Украина     | 1     | 1:38  | Сабмишном (удушение гильотиной) |
| Победа    | 20 мая 2016 года     | WFCA 21 — Grozny Battle                  | Муради Сухроб        | Афганистан  | 1     | 1:17  | Сабмишном (удушение сзади)      |
| Поражение | 6 февраля 2016 года  | ACB 29 — Poland                          | Салимгерей Расулов   | Россия      | 5     | 5:00  | Единогласное решение            |
| Победа    | 4 октября 2014 года  | ACB 10 — «Время Колизея»                 | Jacek Czajczyński    | Польша      | 3     | 5:00  | Единогласное решение            |
| Победа    | 22 июня 2014 года    | ACB — Гран-при Беркут 9                  | Исрафил Махашев      | Россия      | 1     | 2:19  | Удушение                        |
| Победа    | 25 мая 2014 года     | ACB — Гран-при Беркут 8                  | Александр Столяров   | Украина     | 2     | 5:00  | Единогласное решение            |
| Победа    | 20 апреля 2014 года  | ACB — Гран-при Беркут 6                  | Николай Сидельников  | Россия      | 1     | 1:28  | Рычаг локтя                     |
| Победа    | 30 марта 2014 года   | ACB — Гран-при Беркут 4                  | Бексот Жиянов        | Таджикистан | 1     |       | Технический нокаут              |